# Leontina Licinio Cardoso
Leontina Licínio Cardoso (Rio de Janeiro, 13 de junho de 1887  - 1961) foi uma poetisa, tradutora e biógrafa brasileira. Filha do médico homeopata Licínio Atanásio Cardoso, e irmã do engenheiro, geógrafo e escritor Vicente Licínio Cardoso, residiu grande parte de sua vida no Rio de Janeiro. Seu livro de estreia foi “Almas”, em 1935.

## Obras
- Almas. Editora Melhoramentos, 1935
- Licínio Cardoso, seu pensamento, sua obra, sua vida. Editora Zélio Valverde, 1944; Gráfica Editora Souza, 1952.

## Traduções
- A Soberana (“La Souveraine”), de Guy Wirta, volume 127 da Coleção Biblioteca das Moças, da Companhia Editora Nacional. A 1ª edição é de 1934, a última em 1956, 3 edições.